# James Dunn (futebolista)
James "Jimmy" Dunn (25 de novembro de 1900 - 20 de agosto de 1963) foi um futebolista escocês, mais conhecido por fazer parte dos Wembley Wizards em 1928.